# Inge Magnusson
Inge Magnusson, bijgenaamd Inge Bagli-koning (? - 1202) was een troonpretendent en tegenkoning (1196-1202) van de Bagli-partij in Noorwegen. Hij beweerde een zoon van koning Magnus V van Noorwegen te zijn.
Inge Magnussen zou in 1196 de konings kandidaat van de door bisschop Nicolaas Arnason van bisdom Oslo gestichte Bagli-partij worden. Inge Magnussen zou in 1199 de slag van Strindsjøen die hij tegen koning Sverre van Noorwegen voerde verliezen. In de herfst van 1202 werd Inge Magnusson gedood door lokale boeren in Oppland en de Bagli-partij raakte verdeeld en viel uiteen.
Inge Magnusson stierf in hetzelfde jaar waarin zijn tegenstander Sverre zou overlijden.
Hij was een van de tegenkoningen tijdens de periode van burgeroorlogen in de Noorse geschiedenis, die duurde van 1130 tot 1217. Tijdens deze periode waren er talloze elkaar overlappende conflicten op variërende schaal en intensiteit. De achtergrond van deze conflicten was de onduidelijke Noorse wet die de troonopvolging regelde, de sociale omstandigheden in die tijd en de strijd tussen kerk en koning. Er waren twee hoofdstromingen die (eerst nog naamloos of onder andere namen bekendstonden) als de Bagli-partij (de groepering die voornamelijk het bisdom Oslo en de adel rond het Oslofjord vertegenwoordigde) en de Birkebeiner-partij (de groepering die voornamelijk de boerenstand en landmannen vertegenwoordigDe) bekend zouden worden. Hun voorman was meestal een troonpretendent van de partij in kwestie om zo op deze wijze te proberen de macht in Noorwegen te verkrijgen. Inge Magnusson was een vertegenwoordiger van de Bagli-partij. De Birkebeiners zou uiteindelijk in 1217 de machtsstrijd winnen toen hun kandidaat Haakon IV alleenheerser werd in Noorwegen.
Erling Steinvegg zou de volgende Bagli tegenkoning zijn, nu van Inge II van Noorwegen.